# التحالف الوطني الممتاز
التحالف الوطني الممتار، هو تحالف سياسي كيني من أحزاب يسار الوسط المعارضة تم تشكيله في يناير 2017. وتشمل هذه الأحزاب الحركة الديمقراطية البرتقالية وحركة ممسحة الديمقراطية ومنتدى استعادة الديمقراطية - كينيا ومؤتمر أماني الوطني  و تحالف قوس قزح الوطني والحزب التقدمي الكيني والحزب الوطني وحزب الاتحاد.
رايلا أمولو أودينجا، ويكليف موساليا مودافادي، ستيفن كالونزو موسيوكا، موسى ويتانجولا وإيزاك روتو هم الرؤساء المشاركون في التحالف.
تم إنشاء التحالف لمعارضة الرئيس أوهورو كينياتا ونائب الرئيس ويليام ساموي روتو في الانتخابات العامة لعام 2017.

## مرشحين
كان المرشح الرئاسي للتحالف للانتخابات العامة لعام 2017 رايلا أمولو أودينجا، والمرشح لمنصب نائب الرئيس هو ستيفن كالونزو موسيوكا.
ترشح أودينجا وموسيوكا ممثلا للتحالف. وهكذا، اختارت بقية الأحزاب (الحركة الديمقراطية البرتقالية وحركة ممسحة) تقديم مرشحيهم لشغل مناصب سياسية أخرى. كما قدمت الأحزاب السياسية الأخرى في الائتلاف مرشحين لشغل مناصب انتخابية مختلفة. وبالتالي، فإن «مرشحي التحالف» لم يكونوا موجودين من الناحية الفنية. 
من بين جميع رؤساء التحالف، لم يترشح ويكليف موساليا مودافادي لمنصب انتخابي. وبدلاً من ذلك، كان يدير لجنة الحملة الوطنية التابعة للتحالف. ترشح رايلا أمولو أودينجا وستيفن كالونزو موسيوكا لمنصب الرئيس ونائب الرئيس، وموسيس ويتانجولا لمنصب سناتور مقاطعة بونجوما، وإيزاك روتو عن مقاطعة بوميت لمنصب الحاكم.

## بيان
أطلق التحالف بيانًا من ست نقاط قبل انتخابات 2017 يركز على
- الأمن الغذائي
- «القيم التقدمية» (الديمقراطية والعمل الإيجابي وحرية الإعلام والشفافية وسيادة القانون والمشاركة العامة)
- التعامل مع العصابات
- عبء ديون كينيا
- خلق فرص العمل
- الرعاية الصحية
- تعليم ميسور التكلفة

تكون البيان بشكل كبير من البيان الذي أصدره التحالف من أجل الإصلاحات والديمقراطية، والذي كان أودينجا وكالونزو موسيوكا أيضًا مرشحين لمنصب الرئيس ونائب الرئيس في الانتخابات العامة لعام 2013.